# Alianța pentru Timiș
Alianța pentru Timiș a fost o alianță politică din România între Partidul Național Liberal (PNL), Partidul Național Țărănesc Creștin Democrat (PNȚCD) și Forumul Democrat al Germanilor din România (FDGR/DFDR) care a candidat la alegerile locale din 2008 în județul Timiș.

## Rezultate
Alianța pentru Timiș a dominat consiliul local al municipiului Timișoara între 2008–2012. Formațiunea a obținut un nou mandat de primar pentru Gheorghe Ciuhandu (PNȚCD).